# Dracovenator
Dracovenator là một chi khủng long, được Yates mô tả khoa học năm 2006.